# Ligne 40 (Infrabel)
 (décembre 2023).
Si vous disposez d'ouvrages ou d'articles de référence ou si vous connaissez des sites web de qualité traitant du thème abordé ici, merci de compléter l'article en donnant les références utiles à sa vérifiabilité et en les liant à la section « Notes et références ».
 (décembre 2023).
La mise en forme du texte ne suit pas les recommandations de Wikipédia : il faut le « wikifier ».
Les points d'amélioration suivants sont les cas les plus fréquents. Le détail des points à revoir est peut-être précisé sur la page de discussion.
- Les titres sont pré-formatés par le logiciel. Ils ne sont ni en capitales, ni en gras.
- Le texte ne doit pas être écrit en capitales (les noms de famille non plus), ni en gras, ni en italique, ni en « petit »…
- Le gras n'est utilisé que pour surligner le titre de l'article dans l'introduction, une seule fois.
- L'italique est rarement utilisé : mots en langue étrangère, titres d'œuvres, noms de bateaux, etc.
- Les citations ne sont pas en italique mais en corps de texte normal. Elles sont entourées par des guillemets français : « et ».
- Les listes à puces sont à éviter, des paragraphes rédigés étant largement préférés. Les tableaux sont à réserver à la présentation de données structurées (résultats, etc.).
- Les appels de note de bas de page (petits chiffres en exposant, introduits par l'outil «  Source ») sont à placer entre la fin de phrase et le point final[comme ça].
- Les liens internes (vers d'autres articles de Wikipédia) sont à choisir avec parcimonie. Créez des liens vers des articles approfondissant le sujet. Les termes génériques sans rapport avec le sujet sont à éviter, ainsi que les répétitions de liens vers un même terme.
- Les liens externes sont à placer uniquement dans une section « Liens externes », à la fin de l'article. Ces liens sont à choisir avec parcimonie suivant les règles définies. Si un lien sert de source à l'article, son insertion dans le texte est à faire par les notes de bas de page.
- La présentation des références doit suivre les conventions bibliographiques. Il est recommandé d'utiliser les modèles {{Ouvrage}}, {{Chapitre}}, {{Article}}, {{Lien web}} et/ou {{Bibliographie}}. Le mode d'édition visuel peut mettre en forme automatiquement les références.
- Insérer une infobox (cadre d'informations à droite) n'est pas obligatoire pour parachever la mise en page.

Pour une aide détaillée, merci de consulter Aide:Wikification.
Si vous pensez que ces points ont été résolus, vous pouvez retirer ce bandeau et améliorer la mise en forme d'un autre article.
La ligne 40 est une ligne de chemin de fer belge reliant Liège-Guillemins (Y Val-Benoît) et Visé. La ligne se prolonge aux Pays-Bas jusqu'à Maastricht. Elle est électrifiée en courant continu, à la tension « belge » de 3 kV jusqu'à un point situé entre Eijsden (nl) (Pays-Bas) et Maastricht-Randwyck, et ensuite à la tension « néerlandaise » de 1,5 kV, ce qui n'empêche pas les automotrices belges unicourant de la parcourir jusqu'à Maestricht, en effectuant les quelques derniers kilomètres à puissance réduite il est vrai. Les trains néerlandais du service intérieur, quant à eux, ne peuvent au contraire pas desservir la gare néerlandaise d'Eijsden car ils ne sont pas conçus pour des tensions dépassant 1,5 kV.
Aujourd'hui, cette ligne est desservie toutes les heures, le trajet entre Liège et Maastricht se fait en 33 minutes. Tous les jours de la semaine et du week-end, un train S roule selon un horaire cadencé à l'heure, entre Hasselt et Maastricht via Liège en semaine, entre Liège et Maastricht le week-end.
La ligne est également utilisée entre Liège (gare de triage de Kinkempois) et Visé (vers Aix-la-Chapelle-Ouest via la ligne 24) pour le trafic fret de transit, ainsi qu'en trafic plus local depuis plusieurs industries sidérurgiques et métallurgiques raccordées.

## Historique
- La compagnie du Nord - Belge inaugure tout d'abord une courte liaison, en prolongement de ce qui deviendra la ligne 125A, en direction de la gare en impasse de Liège-Longdoz, sur la rive droite de la Meuse.
- 10 ans plus tard, la Compagnie du chemin de fer de Liège à Maastricht, qui a obtenu la concession de construction de la ligne, livre la jonction Liège-Longdoz - Maastricht, posée à double voie et longeant la Meuse. À l'époque, une remise en tête est nécessaire dans la gare en impasse de Longdoz. La compagnie des chemins de fer de l'État belge assure l'exploitation dès le début.[réf. nécessaire]
- En 1905, à l'occasion de l'exposition universelle, une halte temporaire est organisée à Vennes. Après la fermeture de l'exposition, la halte est déplacée de 400 mètres vers l'Ourthe.
- En 1917, l'occupant perce un court tunnel à Froidmont et pose une courbe de raccordement qui permet d'éviter la remise en tête à Longdoz.
- La gare de Longdoz perd sa desserte voyageur après la Seconde Guerre mondiale, en 1956. C'est également le cas de toutes les gares intermédiaires, à l'exception de Bressoux et Visé. La ligne doit sa survie au trafic marchandise.

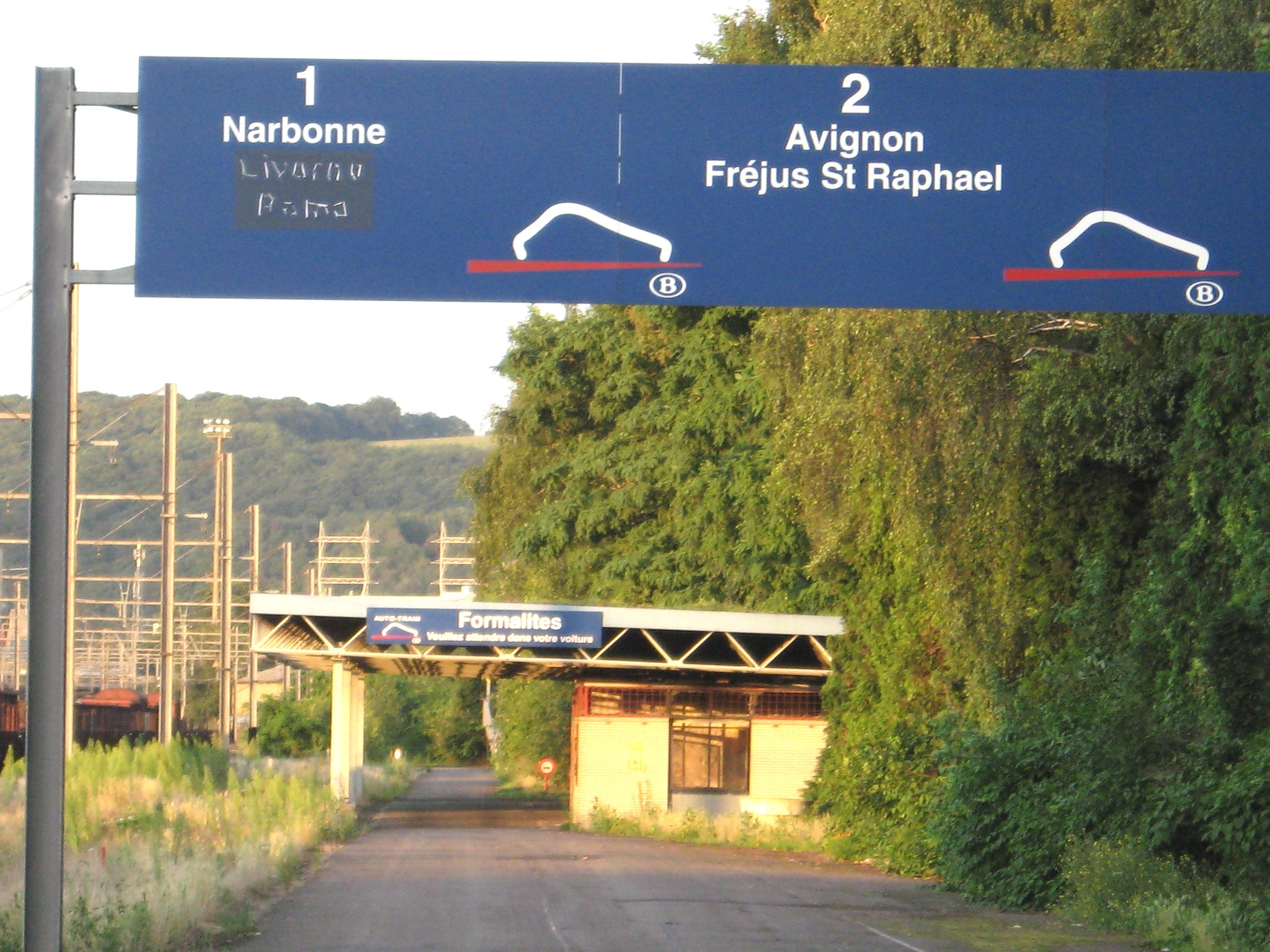
La gare de Bressoux. Cette gare a longtemps été réservée au chargement des trains auto.

- L'électrification débute avec la courte section entre l'origine officielle de la ligne (la bifurcation du Val-Benoit), dans le quadrilatère qui permet d'aller vers la gare de Liège-Guillemins, la gare de triage de Kinkempois et la gare d'Angleur en 1977. En 1982, la SNCB inaugure quasi simultanément l'électrification du tronçon Bressoux - Visé, son prolongement vers Tongres par la ligne 24 et la ligne 34 entre Liers, Tongres et Hasselt. Enfin, en 1985, la section transfrontalière et l'accès à la gare de Maastricht peuvent être exploités en traction électrique, ce qui sonne le glas de la présence des autorails diesel néerlandais en région Liégeoise.
- En 1988, les dernières activités marchandises se terminent à la gare de Longdoz qui est désaffectée, le déferrement survient deux ans plus tard.
- C'est également à la fin des années 1980 qu'un des trafics de marchandises importants de la ligne disparaît : durant de nombreuses années, des trains de coke partant de la cokerie d'Alsdorf à destination des hauts-fourneaux Arbed au Luxembourg via la ligne 42. Arbed remplaça ces hauts fourneaux par une aciérie électrique.
- La mise "sous cocon" du complexe sidérurgique Arcelor de Chertal a fortement réduit la desserte marchandises locale mais de nouvelles entreprises se développent autour du site et une reconversion est envisagée[1].
- En revanche, c'est sur cette ligne qu'a lieu en 2017 une expérience pilote pour la remise en service de petits trains de marchandises en concurrence de la route. La brasserie Jupiler à Jupille prévoit de faire circuler trois fois par semaine un train jusqu'au grand dépôt de Delhaize établi à Ninove, ce qui devait permettre de supprimer 5000 trajets en camion par an[2]. Le projet reste toutefois sans lendemain[3].
- En 2021, en raison des grandes inondations mettant hors service (entre autres) la ligne 37, les trains de voyageurs en provenance de Liège (et en-deçà) vers Welkenraedt (et au-delà) sont déviés du 13 juillet au 13 septembre par Visé et Montzen (lignes 40, 24 et 39). De même en sens inverse.
- Par contre, du 13 juillet au 9 août 2021 la ligne est inutilisable entre Visé et Maastricht en raison des mêmes inondations.

## Utilisation

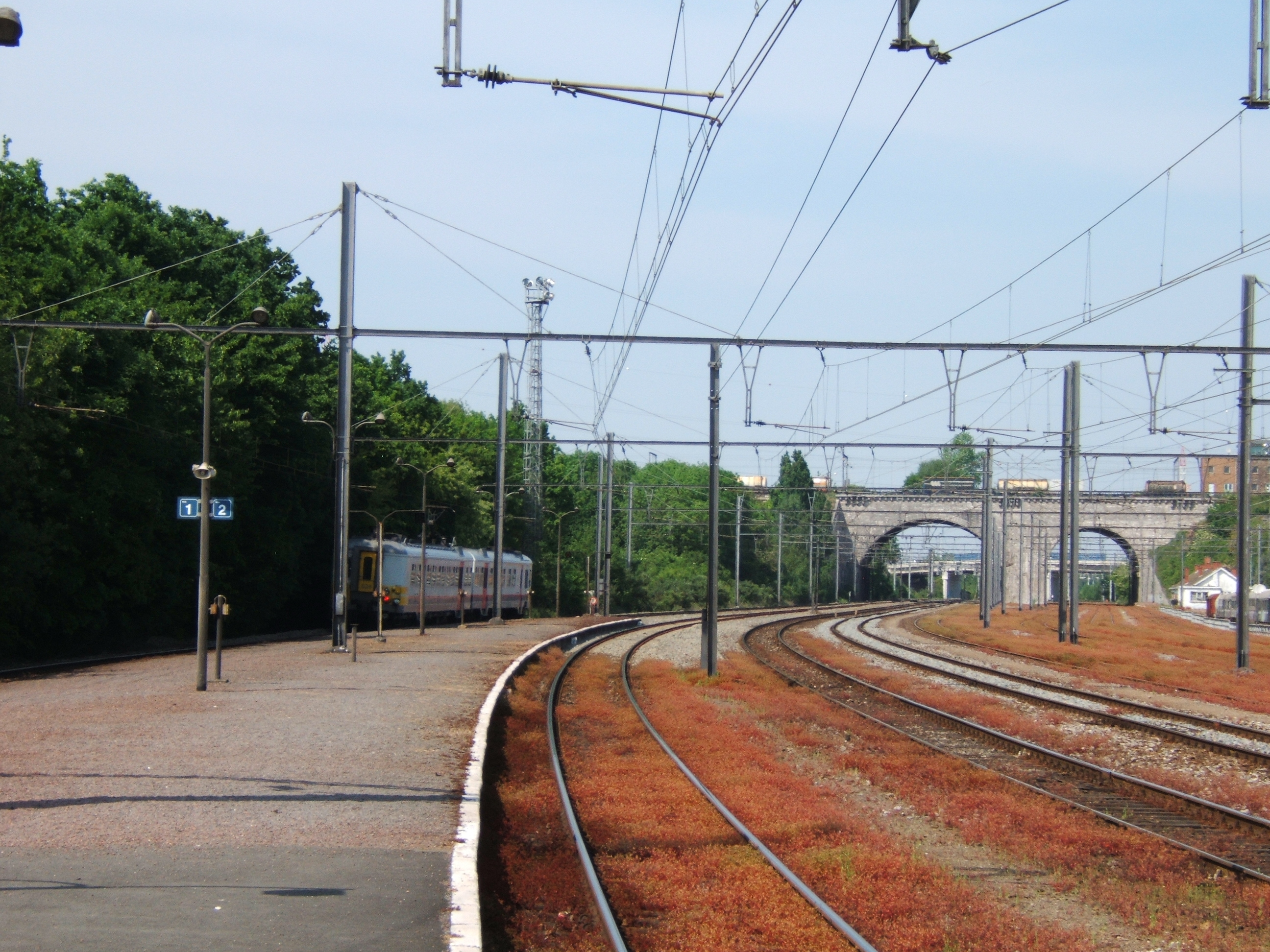
La gare de Visé, avec en arrière fond, la ligne 24 en surplomb.

La ligne peut être parcourue à 120 km/h. Le trafic voyageur est composé :
- d'une relation S43 Maastricht – Maastricht-Randwyck – Eijsden (nl) – Visé (nl) – Bressoux (nl) – Liège-Guillemins – Liège-Carré – Liège-St-Lambert – Herstal – Milmort – Liers – Glons – Tongres – Bilzen – Diepenbeek – Hasselt cadencée à l'heure et limitée le week-end à sa partie Maastricht – Liège-Guillemins. L'ensemble est parcouru en 1 h 33 min, soit une vitesse commerciale de 85 km/h environ ;
- de deux aller-retour de renforcement, en semaine, entre Visé et Liège qui continuent ensuite vers Bruxelles-Midi (et Braine-le-Comte) par la LGV 2 (trains P - d'heure de pointe).

Le trafic fret est composé, en banlieue liégeoise, de desserte locale de l'industrie sidérurgique (Wandre, Chertal, etc.) ainsi que d'un trafic de transit, entre les bassins industriels liégeois (voire carolorégien) et l'Allemagne.

## Ouvrages d'art
La ligne suit le cours de la Meuse, on compte quelques ouvrages d'art pour se faufiler entre cours d'eau et habitations à Liège : le tunnel de Froidmont et plusieurs ponts à Liège, dont le plus connu est le Pont de Namur sur l'Ourthe.
On notera également la courbe à 270° permettant de relier les lignes 40 et 24 entre Visé et la frontière, en rachetant un dénivelé de plusieurs dizaines de mètres.

## Projets

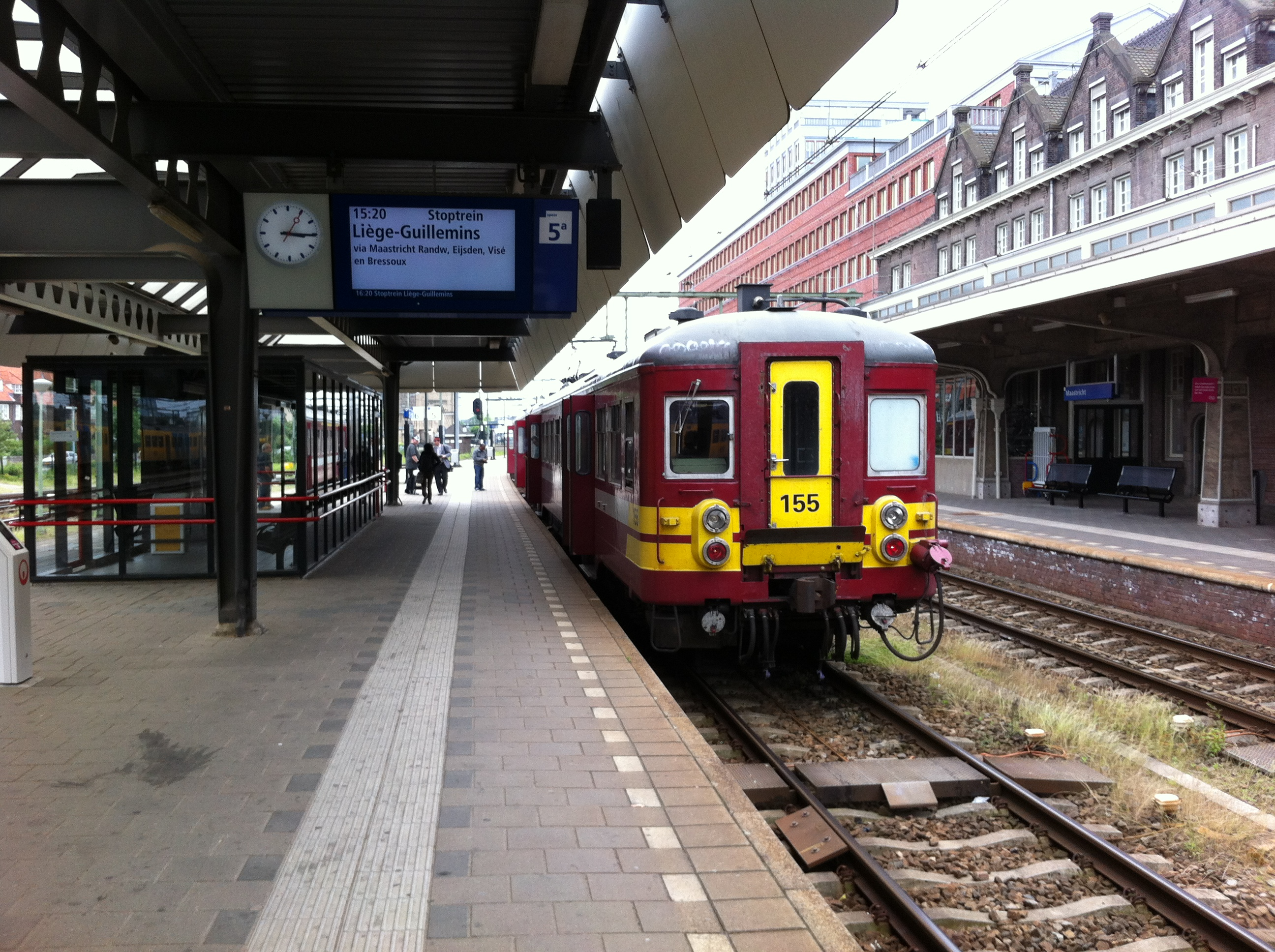
Une automotrice classique de la SNCB en gare de Maastricht

Un important lobbying existe au niveau de la municipalité de Maastricht afin d'améliorer la desserte vers la Belgique, dans le cadre de l'Euregio Meuse-Rhin et des liens historiques entre Limbourg Hollandais et Limbourg Belge. Ceci a déjà permis la mise en place de l'IC-o, et la décision, côté flamand, de rouvrir une relation de "light rail" entre Maastricht et Hasselt. La prochaine étape serait de voir quelques Thalys assurer une relation Paris - Bruxelles - Maastricht. Celle-ci irait de pair avec une remise à niveau de la ligne, permettant une vitesse commerciale plus élevée.
À propos de l'IC-O, (train Intercity Bruxelles - Liège (sans arrêt intermédiaire) Maastricht). La relation fut rendue possible grâce à l'augmentation de capacité entre Bruxelles et Liège après la fin des travaux de la LGV 2 et de la mise à quatre voies entre Bruxelles et Louvain. La desserte est introduite avec l'horaire de décembre 2006 et fut limitée en décembre 2011 au trajet belge (Bruxelles - Visé, à quelques kilomètres de Maastricht, juste sud de la frontière Néerlandaise). Plusieurs raisons expliquent cette interruption : d'une part la marge disponible pour remise en tête à Maastricht était assez réduite, et les retards faisaient boule de neige. D'autre part, les chemins de fer néerlandais considéraient également que la connaissance fonctionnelle de la langue néerlandaise des conducteurs belges francophones était insuffisante par rapport à leurs standards.